# Roma RCB 2000-2001
Questa pagina raccoglie i dati riguardanti la Roma RCB, squadra di calcio a 5 militante in serie A, nelle competizioni ufficiali del 2000-2001.

## Organico
| N° | Naz.                 | Ruolo      | Sportivo            | Anno     |  |  |
| -- | -------------------- | ---------- | ------------------- | -------- |  |  |
|    | Italia (bandiera)    | POR        | Gianfranco Angelini | 21.07.74 |  |  |
|    | Italia (bandiera)    | DIF        | Carlo Bonifazi      | 17.10.68 |  |  |
|    | Italia (bandiera)    | POR        | Marco Crupi         | 19.02.70 |  |  |
|    | Italia (bandiera)    | UNI        | Simone De Bella     | 25.10.74 |  |  |
|    | Italia (bandiera)    | POR        | Daniele Di Stefano  | 20.03.78 |  |  |
|    | Brasile (bandiera)   | PIV        | Ivan Alves Júnior   | 19.07.72 |  |  |
|    | Italia (bandiera)    | LAT        | Luca Marchetti      | 27.06.77 |  |  |
|    | Italia (bandiera)    | UNI        | Francesco Milani    | 25.01.79 |  |  |
|    | Argentina (bandiera) | LAT        | Pablo Parilla       | 24.07.73 |  |  |
|    | Argentina (bandiera) | UNI        | Gustavo Planas      | 14.03.83 |  |  |
|    | Argentina (bandiera) | DIF        | Leandro Planas      | 28.11.75 |  |  |
|    | Italia (bandiera)    | LAT        | Armando Pozzi       | 13.06.70 |  |  |
|    | Italia (bandiera)    | LAT        | Diego Tavano        | 28.09.77 |  |  |
|    | Italia (bandiera)    | DIF        | Salvatore Zaffiro   | 22.09.69 |  |  |
|    | Italia (bandiera)    | Allenatore | Fulvio Colini       | 27.07.57 |  |  |